# محافظة خميس مشيط
محافظة خَمِيس مُشيْط، هي إحدى محافظات منطقة عسير في المملكة العريبة السعودية، وعاصمتها الإدارية مدينة خميس مشيط.

## السكان
بلغ عدد سكان محافظة خميس مشيط (601,305) نسمة حسب تعداد السعودية 2022، عدد السعوديين (377,737) نسمة، وعدد غير السعوديين (223,568) نسمة.

## المراكز والقرى التابعة
تتبع المحافظة عدد من المراكز وهي:
- وادي بن هشبل
- يعرى
- تندحة
- الحفاير
- الجزيرة
- العمارة
- الحيمة
- الصفية
- الرونة
- خيبر الجنوب